# HD 14622
HD 14622 — звезда, жёлто-белый субгигант, находящийся в созвездии Андромеда на расстоянии приблизительно 156,3 св. лет от Земли. Является двойной или кратной звездой. По состоянию на 2007 год, радиус звезды оценивается в 1,88 солнечного радиуса. Исходя из отрицательной радиальной скорости, звезда приближается к Солнцу. Планет у HD 14622 обнаружено не было. Звезда видима невооружённым глазом на ночном небе.